# Борисов городок
Борисов городок — несохранившаяся крепость в селе Борисово Можайского района.

## История

### Деревянная крепость
Дерево-земельные укрепления существовали ещё в XIII—XIV веках.
В 1491 году Иван III пожаловал Троице-Сергиеву монастырю «в Можайце в Поротовской волости село Борисово».
В 1585—1586 гг. напротив Крепостной горы по указу тогда ещё боярина Бориса Фёдоровича Годунова был построен уникальный каменный Борисоглебский храм высотой 74 (или же, возможно, даже 80 метров с крестом) метра. Храм был самой высокой шатровой церковью на Руси, даже выше колокольни Ивана Великого, в то время имевшей высоту 60 метров. Однако в 1599—1600 гг. московская колокольня была увеличена Годуновым до 81 метра. На момент постройки храма на Борисовом городке ещё имелись деревянные укрепления.
Шатровая церковь подразумевалась как символ прихода к власти новой династии Годуновых. И. И. Николайченко считает, что эта крепость «несостоявшаяся столица Российского государства».
Этот храм послужил началом строительства царской резиденции, ансамбль которой состоял из непосредственно храма и дворца.

### Белокаменная крепость
В 1598—1600 гг. Борис Годунов основывает на высоком левом берегу Протвы крепость, получившую название Борисов городок.
Центром ансамбля являлась белокаменная крепость полукруглой формы с четырьмя башнями и двумя воротами, окружённая глубоким рвом. Диаметр крепости в плане — около 90 метров. Башни и ворота имели шатровую крышу. Стены венчались зубцами схожей формой с зубцами Московского Кремля, а башни служили казармами для гарнизона.
Глубина рва составляла не менее 20 метров. К крепости примыкал деревянный острог на земляном валу. С востока к крепости примыкал царский двор с церковью Бориса и Глеба, отдельно стоящей звонницей и деревянным дворцом. Крепость и царский двор полукругом огибала главная улица села — Казачья слобода.
Стены по описи 1664 года протяжённостью 211.5 м (около 292.6 м вместе с башнями и воротами, окружность рва — 330 м) имели непрерывную аркаду с бойницами подошвенного боя. Высота стен варьировалась от 12.8 до 8.6 метров (ниже со стороны слободы), с толщиной в нижней части около 1.6 м.
Предполагается, что строителем Борисова городка был знаменитый зодчий Фёдор Конь, создатель Смоленского кремля и Белого города в Москве.
В 1600—1603 годах была насыпана дамба, образовавшая большое озеро, был построен конюшенный и лебяжий дворы, сооружён фруктовый сад.
В 1604 году была освящена Борисоглебская церковь, а спустя год Борис Годунов умирает.

### Смутное время
В 1606 году Борисов городок был занят Иваном Болотниковым, потом был освобождён.
После смерти Бориса Годунова и убийства его сына Фёдора II царский дворец оказывается заброшенным и со временем уничтожается.
Мощные укрепления позволили в 1609 году выдержать осаду. В 1617 году королевич Владислав, претендовавший на русский престол, вновь начал боевые действия. В ноябре 1617 года, чтобы преградить дорогу Владиславу, в Можайск были посланы воеводы Лыков и Валуев с отрядом войск, в котором насчитывалось 400 татар и 1600 казаков. Все попытки захватить Можайск не приносили успеха. Так же держала оборону и крепость Борисова городка. Польский автор писал, что шляхтичи собрались «высадить ворота петардою, но сии надежды, однако, не сбылись — ров был так широк, что действовать петардою не было никакой возможности. Ходкевич приказал войску броситься на приступ, оно раза два пыталось на сие и оба раза было отбито».
В 1618 году воеводой крепости является Константин Ивашкин. Солдаты Ивашкина, получив от князя Пожарского приказ отходить, подожгли крепость, взорвали плотину и осушили озеро. В августе 1618 года интервенты захватили крепость.
Концом XVII века датируется самый древний план Борисова городка. На нём присутствует изображение крепости, каменная колокольня, казачья слобода с деревянной церковью, места поселения пушкарей и бобылей и лебяжьего дома.
Деревянная церковь у царского двора называлась во имя Иоанна Предтечи, которая была сожжена литовцами.

### Запустение
В 1619—1620 годах 105 казаков было поселено рядом с Можайском в Борисовом городище на бывшей церковной земле. На посаде «против городовых задних ворот» казакам были отведены дворовые места. Земля в Борисове не была размежёвана, и, по словам очевидца, «были у них за землю брань и бой великой».
До 1731 года Борисов городок состоял в ведомстве Можайской воеводской канцелярии, потом был приписан к Верее. В 1773 году снова отошёл к Можайску.
В 1775 году Борисоглебская церковь обвалилась и лишилась креста.
К концу XVIII — началу XIX века относится план Борисова городка. На нём указана «часть каменной стены», Борисоглебская церковь, церковь села Борисова, мельница на реке Протве. Белокаменная стена во многих местах уже упала, как и две башни. Описывается состояние уже ветхой Борисоглебской церкви, названной «башня готической работы»:
Между городами Можайск и Верея на горе весьма высокой стоит Борис городок, построенный царем Борисом Годуновым, на берегу реки Протвы из белого тесанного камня, стена во многих местах уже упала, как и две башни; в расстоянии саженях ста от оного городка построена башня готической работы прекрасной, которая также требует поправки, а паче, что медью крытая крыша поржавела, и сквозь оную внутри течь. Работа тех древних веков столь хороша, что без сожаления и сломать не можно. Вышина ж оной равенствует Ивану Великому; но та башня многим лучше, и легче и в правилах совершенных готической архитектуры; и весьма малым бы коштом могла быть поновлена. Сей городок и башня окружены селением экономических деревень, но внутри городка нет никакого жилья. И так по не присмотру везде железо в перемычках выломано; но со всем тем трещин капитальных нет
В 1830 году остатки крепости были разобраны, как и шатровый храм. Белый камень пошёл на строительство разных сооружений, в числе которых, например, здание присутственных мест на территории Верейского кремля.
В 1811 году была выстроена новая каменная церковь Воскресения Христова.

### Наше время
В настоящий момент от Борисова городка осталась площадка на вершине холма, ров глубиной до 2 метров, фрагменты белокаменных фундаментов башен и стен. Существует небольшое кладбище. Церковь и дворец утрачены без следа.